# Harrison Heath
Harrison William Heath (* 6. März 1996 in Newcastle-under-Lyme) ist ein englischer Fußballspieler auf der Position des Mittelfeldspielers.

## Karriere

### Jugend und Amateurfußball
Heath spielte in der Jugendmannschaft von Houston Dynamo und in der U-23 Mannschaft von Orlando City, ehe er nach England ging und an der Jugendfußballakademie von Norwich City ausgebildet wurde. Dort konnte er 2013 mit der U-18 Mannschaft den FA Youth Cup gewinnen.

### Vereinskarriere
Am 17. Juli 2014 unterzeichnete er einen Profivertrag nach der Homegrown Player Rule bei Orlando City. Für die Mannschaft spielte er sowohl in der United Soccer League, als auch in Major League Soccer. 2016 war er an Orlando City B ausgeliehen, welche in der United Soccer League spielen.
Am 11. Dezember 2016 wechselte er zu Atlanta United. Ein Jahr später wurde er von Atlanta freigestellt.
Seit dem 10. Dezember 2017 spielt er für Minnesota United.

## Privates
Heath ist der Sohn von Ex-Fußballer und derzeitigem Trainer von Minnesota United, Adrian Heath.